# Ben White (labdarúgó)
Benjamin William White (Poole, 1997. október 8. –) angol válogatott labdarúgó, az Arsenal játékosa.

## Pályafutása

### Klubcsapatokban
A Southampton akadémiáján nevelkedett, majd 2014-ben a Brighton korosztályos csapatához került. 2016. augusztus 6-án a kispadon kapott lehetőséget a felnőtteknél a Derby County ellen, de pályára nem lépett. Három nappal később a ligakupában mutatkozott be a Colchester United ellen. 2017. augusztus 1-jén a 2017–18-as szezonra kölcsönbe került a negyedosztályú Newport County csapatához. Augusztus 8-án mutatkozott be a Southend United elleni ligakupa mérkőzésen. Négy nappal később bajnokin is debütált a Crewe Alexandra és november 21-én első bajnoki gólját is megszerezte a Barnet ellen. 2019. január 3-án félévre kölcsönbe került a Peterborough United együtteséhez. Két nappal később debütált a Middlesbrough elleni kupa mérkőzésen. Január 12-én a bajnokságban is bemutatkozott Joe Ward cseréjeként a Rochdale ellenfeleként. 2019. március 23-án első gólját is feljegyezte a Southend United ellen.
Július 1-jén ismét kölcsönbe került egy szezonra, ezúttal a Leeds United csapatához, valamint ezen a napon egy évvel meghosszabbította szerződését a Brightonnal. Augusztus 4-én debütált az 5-ös számú mezben a Bristol City vendégeként. A szezon végén megnyerték a bajnokságot. 2020. szeptember 1-jén négy évre szó szerződés hosszabbítást írt alá a Brighton & Hove Albionnal. 2021. július 30-án bejelentette az Arsenal, hogy szerződtette.

### A válogatottban
2021. május 25-én bekerült a 2020-as labdarúgó-Európa-bajnokságra készülő 33 fős bő keretbe. Előtte nem lépett pályára semelyik korosztályos válogatottban. Június 2-jén kikerült a 26 főre szűkített utazó keretből, de a június elején megrendezett Ausztria és Románia elleni felkészülési mérkőzésekre maradhatott. Június 2-án Ausztria ellen mutatkozott be Jack Grealish cseréjeként. Június 7-én visszakerült a tornára utazó keretbe, miután Trent Alexander-Arnold lesérült. Pályára viszont nem lépett egyetlen mérkőzésen sem.
2022 novemberében helyet kapott a világbajnokságra utazó angol keretben, de november 30-án már el is hagyta a tábort személyes okokból.
2024. március 14-én a válogatott szövetségi kapitánya, Gareth Southgate, azt nyilatkozta, hogy White azt mondta a szövetségnek, hogy nem akar többet az angol válogatottban szerepelni. Southgate tagadta, hogy ennek személyes indokai lennének és kijelentette, hogy az ajtó nyitva áll a játékos előtt, ha később meggondolná magát.

## Statisztika

### A válogatottban
2022. március 29-én frissítve.
| Nemzet   | Év       | Mérkőzés | Gól |
| -------- | -------- | -------- | --- |
| Anglia   |          |          |     |
| 2021     | 2        | 0        |     |
| 2022     | 2        | 0        |     |
| Összesen | Összesen | 4        | 0   |

## Sikerei, díjai
Leeds United
- EFL Championship : 2019–20

 Arsenal FC
- Emirates-kupa : 2022